# Oude Vreelandpolder
De Oude Vreelandpolder is een polder gelegen in de gemeente Borsele en maakte tot 1959 deel uit van het Waterschap Hoedekenskerke. Vanaf 1959 werd dat waterschap opgenomen in de Brede Watering van Zuid-Beveland en vervolgens in 1989 in het Waterschap Noord- en Zuid-Beveland. De oppervlakte van de polder is ongeveer 21 hectare en de hoogteligging is ongeveer 1,3 meter boven N.A.P. De polder wordt afwaterd via het gemaal Groenewege in de Hoedekenskerkepolder.
Binnen de Oude Vreelandpolder bevindt zich een deel van de bebouwde kom van Kwadendamme. Deze polder maakt deel uit van de Zwakepolders, die tussen 1330 en 1365 werden bedijkt en toen behoorden tot de heerlijkheid en voormalige gemeente Hoedekenskerke. De Zwakepolders zijn een reeks polders die stap voor stap werden ingedijkt in de voormalige geul van de Schelde genaamd "het Zwake". Voor de bedijking van de Nieuwe-Vreelandpolder, die oostelijk van de Oud-Vreelandpolder ligt, had deze polder te maken met dijkdoorbraken. De oorspronkelijke westdijk lag waarschijnlijk op het grondgebied van de bovengenoemde polder, ter hoogte van de huidige Bonifaciusstraat in Kwadendamme. De huidige dorpsstraat van Kwadendamme, genaamd de A. de Koningstraat, is de latere westdijk, die vroeger bekend stond als "de kwaden dam", vermoedelijk vanwege de frequente problemen die ermee gepaard gingen. De naam van de dijk werd later overgedragen op het dorp. Een van de overblijfselen van de frequente dijkdoorbraken is een weel, waarvan tegenwoordig alleen de brandvijver nog over is. Tot 1959 maakte de Oud-Vreelandpolder deel uit van het waterschap Hoedekenskerke.